# Norma Fuentes
Norma Isabel Fuentes (Santiago del Estero, Argentina, 26 de septiembre de 1962) es una ingeniera civil y política argentina, actual intendente de la ciudad de Santiago del Estero desde 2017.

## Reseña biográfica
Norma Fuentes se recibió de ingeniera civil en la Universidad Nacional de Tucumán y luego se desempeñó en diversos cargos públicos. En primer lugar fue directora de Obras Públicas de la Municipalidad de Santiago del Estero y posteriormente fue presidenta del área de Recursos Hídricos de la provincia de Santiago del Estero. Además, en marzo de 2016, asumió como ministra del Agua y Medio Ambiente durante el gobierno de Claudia Ledesma Abdala. Militante del Frente Cívico por Santiago, llegó a ser presidenta del comité capital de la Unión Cívica Radical.
En diciembre de 2017 asumió como edil del Concejo Deliberante de Santiago del Estero. Tras la renuncia del intendente Hugo Orlando Infante, Fuentes fue elegida por sus pares concejales como intendente interina y juró el cargo el 10 de diciembre de ese año.
El 12 de agosto de 2018, Fuentes se presentó en las elecciones municipales por el Frente Cívico por Santiago. Triunfó con el 62,9% de los votos, reteniendo la intendencia y logrando una diferencia de más de 40 puntos con la candidata de Cambiemos, quien obtuvo el 20,2%. Juró el cargo el 31 de octubre de ese año, convirtiéndose en la primera mujer en ser electa con el voto popular como intendente de la ciudad de Santiago del Estero.
El 7 de agosto de 2022 fue reelecta para un segundo período con el 45,4% de los votos.